# طرد التشيليين من بوليفيا والبيرو عام 1879

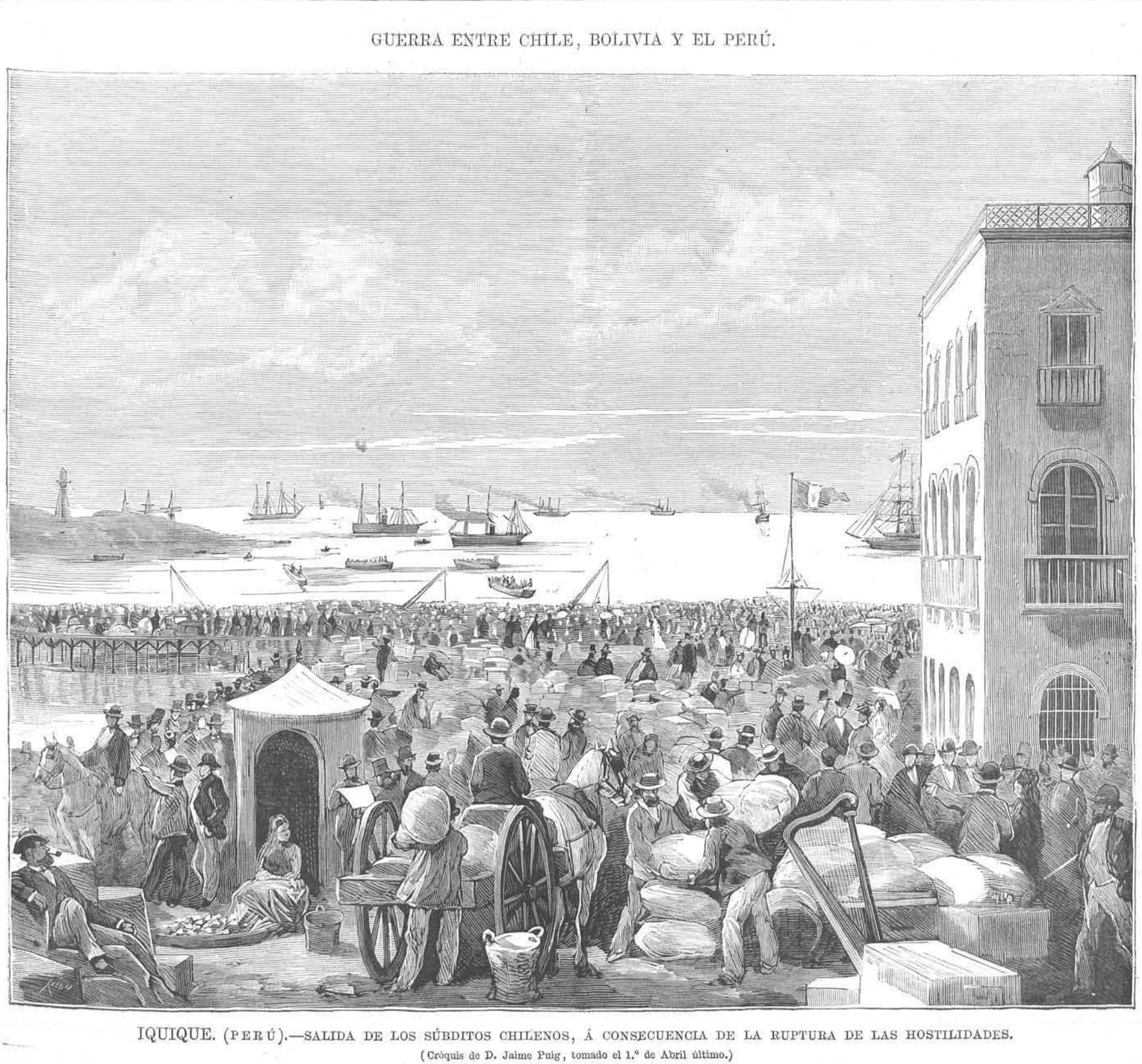

صدر أمر طرد التشيليين من بوليفيا والبيرو عام 1879 من قبل حكومتي بوليفيا (في الأول من مارس عام 1879) والبيرو (في الخامس عشر من أبريل عام 1879). حدث هذا الطرد الجماعي في بداية حرب المحيط الهادئ (1879 - 1883) بين كل من تشيلي والتحالف البوليفي البيروفي. أُمر المواطنون التشيليون في كل من البلدين (والذين يقدر عددهم بنحو 30 إلى 40 ألف مواطن) بالمغادرة خلال ثمانية أيام أو ملاقاة مصيرهم في معسكرات الاعتقال ومصادرة أملاكهم. نُفي هؤلاء المواطنون على متن قوارب وعوامات صغيرة من مرافئ البيرو، أو أُجبروا على التجوال في الصحراء للوصول إلى مناطق الجيش التشيلي في أقصى الشمال في أنتوفاغاستا. حاز مرسوم النفي على شعبية واسعة في البيرو، ولم يواجه أي معارضة تُذكر مما سمح للإخلاء بالحدوث بسرعة وفعالية كبيرتين.

## العمال التشيليون في البيرو وبوليفيا
في البيرو وبوليفيا، كان العمال التشيليون المهاجرون يعملون في الصناعات التي لم يقبل العمال المحليون العمل بها أو لم يكونوا قادرين عليه مثل بناء السكك الحديدية والموانئ. كانت تشيلي أيضًا تملك استثمارات في كل من البلدين.
كثيرًا ما كان التشيليون منظمين أساسيين للنشاطات العمالية، لكنهم شاركوا أيضًا في الصراعات وأعمال الشغب «القومية».
بالنسبة إلى وجهة نظر السكان المحليين بالعمال التشيليين، أكد المؤرخ التشيلي خوان بينتو فاليخوس على أنه «كانوا -إلى حد ما- معتادين على انضباط العمل الصناعي وأن تمردهم الدائم ضد السلطات وأرباب العمل لم يكن إلا رفضًا واضحًا لانحلال المجتمع التقليدي التشيلي على يد الرأسمالية. كان هناك نوع من العلاقة بين المهاجرين التشيليين.. بسبب ظروفهم كأجانب في البيرو وبوليفيا، على الرغم من أن القاسم المشترك الوحيد بينهم هو أنهم ينتمون جميعًا إلى تشيلي».